# Syndrome de Frasier
 Mise en garde médicale
Le syndrome de Frasier est une malformation qui concerne notamment la zone urogénitale, due au gène WT1 (dit « gène 1 de la tumeur de Wilms »),,.
Il est caractérisé pour la première fois en 1964.

## Présentation
Les hommes comme les femmes peuvent être atteints du syndrome de Frasier, mais avec des manifestations différentes selon le sexe. Chez les femmes atteintes, en général, les organes génitaux et les gonades sont apparemment normaux et fonctionnels. La maladie ne se manifeste que par des signes d’altération de la fonction rénale, signes qui peuvent ne pas apparaître avant la petite enfance ou même l’adolescence. Comme les femmes ne présentent pas toutes les caractéristiques de la maladie (par exemple, elles ne montrent pas de malformation dysgénésie gonadique), on leur pose généralement un diagnostic de « syndrome néphrotique isolé ».
Le syndrome de Frasier peut, chez certains nourrissons, passer inaperçu jusqu'à ce que l'enfant présente des signes d'insuffisance rénale et que des tests supplémentaires soient effectués pour en évaluer la cause.
Chez les nourrissons porteurs du génotype XY, le gène muté cause une situation d'intersexe résultant d’une dysgénésie gonadique. Les hommes atteints du syndrome de Frasier ont un schéma chromosomique masculin typique (46,XY) et normal, mais ils souffrent de dysgénésie gonadique, où les organes génitaux externes peuvent ne pas paraître clairement ni masculins ni féminins (on parle d'organes génitaux ambigus) ; sinon, les organes génitaux semblent complètement féminins. Les organes reproducteurs internes (gonades) sont généralement sous-développés et dits « gonades striées ». Ces gonades anormales ne sont pas fonctionnelles et souvent deviennent cancéreuses ; ce pourquoi elles sont généralement retirées chirurgicalement, au début de la vie.
Les caractéristiques rénales de la maladie comprennent une glomérulonéphropathie progressive (glomérulosclérose segmentaire focale). Les patients présentent également un risque accru de tumeurs génito-urinaires (généralement un gonadoblastome)[réf. nécessaire].
La glomérulonéphropathie apparaît plus tard que dans le syndrome de Denys-Drash et le phénotype de risque tumoral est différent ; alors que le syndrome de Denys-Drash est associé à la tumeur de Wilms, le syndrome de Frasier est associé au gonadoblastome. Il peut être difficile de faire la différence entre les deux syndromes.

## Génétique
Le gène WT1 est sur le chromosome 11 (à 11p13). Il code pour un facteur de transcription à quatre doigts de zinc. Son rôle de facteur de transcription est lié au bon développement des reins et des gonades,. Le lien entre le développement des reins et des gonades et le WT1 a été mis en évidence dans des études antérieures portant sur le syndrome de Denys-Drash. Les résultats de diverses études ont identifié la perte de fonction du gène WT1 comme une condition préalable au développement de la tumeur de Wilms, ainsi qu'un trait clé des individus présentant des anomalies génitales.
Les mutations responsables du syndrome de Frasier se produisent principalement dans l'intron 9 du gène WT1 ; avec notamment des substitutions de nucléotides qui influencent un site d'épissage d'intron. Les mutations dans cette région montrent une absence de trois acides aminés (K T S) entre les troisième et quatrième doigts de zinc WT1. En se référant à la nature expressive autosomique dominante de cette maladie, il suffit qu'un individu ait un complément de la séquence intronique mutée pour apparaître affecté. Contrairement au syndrome de Denys-Drash, où existe une forme mutée de la protéine WT1, l'expression du syndrome de Frasier repose uniquement sur l'existence d'un rapport modifié d'isoformes KTS : protéines WT1 normales incluant le site KTS (+KTS) et protéines mutées et raccourcies dépourvues du site KTS (−KTS). Grâce à l'épissage alternatif, un rapport spécifique des deux isoformes existe normalement, bien que la mutation dans le site d'épissage de l'intron 9 diminue considérablement les niveaux de l'isoforme +KTS ; cela conduit au syndrome de Frasier.
Il est à noter que des mutations spécifiques au gène WT1 ont par ailleurs déjà aussi été associées aux syndromes suivants :
- syndrome de Drash (DDS) ;
- syndrome de Meacham ;
- syndrome WAGR[11].

### Modèle d'héritage
Le syndrome de Frasier est hérité selon un mode autosomique dominant, ce qui signifie qu'un seul allèle muté dans une cellule suffit à ce que la maladie s'exprime.
Les mutations se produisent principalement de novo, permettant leur expression chez un individu sans antécédent familial. Ces mutations se produisent lors de la formation des gamètes ou au début de l'embryogenèse.

## Diagnostic
Le dépistage génétique des enfants souffrant d'aménorrhée et de syndrome néphrotique résistant aux stéroïdes permet de diagnostiquer précocement le syndrome de Fraiser, bien que la lenteur de la progression de l'insuffisance rénale rende le diagnostic difficile.

## Traitement
La chirurgie reconstructrice est une option de traitement de cette maladie[réf. nécessaire].